# Ida Anak Agung Gde Agung

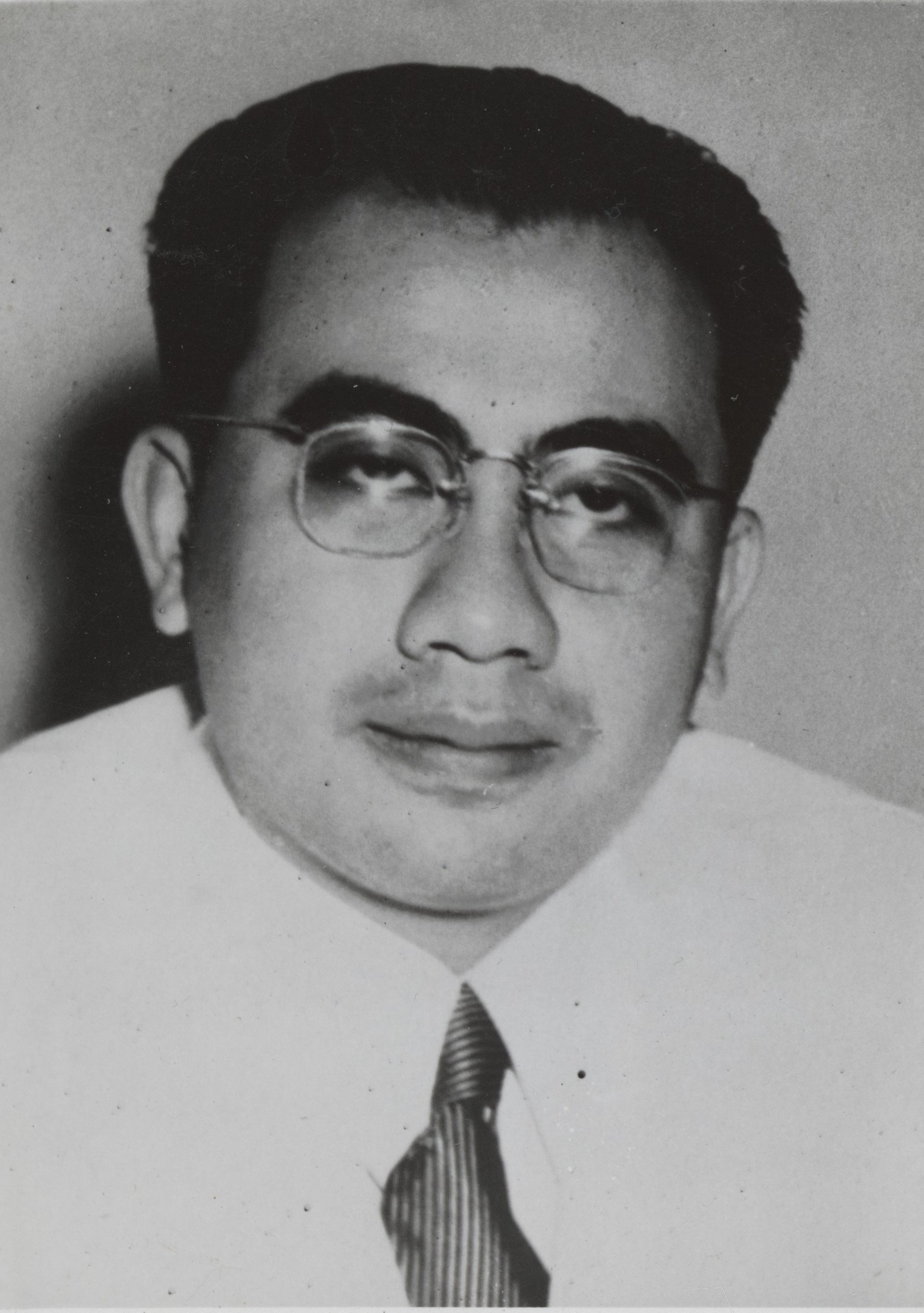
Ida Anak Agung Gde Agung, Round Tafel Conferentie (1949)

Ida Anak Agung Gde Agung (* 21. Juli 1921 in Gianyar, Bali; † 22. April 1999) war ein indonesischer Politiker und Diplomat.

## Biografie
Der aus einem Adelsgeschlecht stammende Ida war von 1943 bis 1945 erstmals Herrscher (Raja) seiner Heimatregion Gianyar.
Vom 15. Dezember 1947 bis zum 27. Dezember 1949 war er Premierminister des Staates von Ostindonesien (Negara Indonesia Timur), eines Teilstaates der Vereinigten Staaten von Indonesien, der am 17. August 1950 Bestandteil Indonesiens wurde.
Nach der Anerkennung der Souveränität Indonesiens am 27. Dezember 1949 wurde er Innenminister in der Regierung von Präsident Sukarno und bekleidete dieses Amt bis zum 6. September 1950. Im Anschluss trat er in den Diplomatischen Dienst und war zunächst von 1951 bis 1953 Botschafter in Belgien und von 1953 bis 1955 in Frankreich.
Zwischen August 1955 und März 1956 war er im Kabinett Sukarnos dann als Außenminister tätig.
1960 wurde Ida Anak Agung Gde Agung erneut Raja von Gianyar und hatte dieses Amt bis zu seinem Tode inne. Zwischenzeitlich befand er sich jedoch während der Herrschaft Sukarnos von 1962 bis 1966 in Haft.
Nach dem Rücktritt Sukarnos am 22. Februar 1967 wurde er von dessen Nachfolger als Präsident General Suharto 1969 zum Botschafter in Österreich ernannt und bekleidete dieses Amt bis 1974.